# La trappola di ghiaccio
La trappola di ghiaccio, noto anche col titolo Nikki, il selvaggio cane del nord (Nikki, Wild Dog of the North), è un film del 1961 di Jack Couffer e Don Haldane.

## Trama
Il cucciolo Nikki e il suo proprietario, André Dupas, viaggiano in canoa attraverso le Montagne Rocciose canadesi. Quando Nikki incontra Neewa, un cucciolo di orso nero rimasto orfano, André lega insieme i due animali, li mette in canoa e si dirige verso le rapide. Quando i due animali si separano da André, l'improbabile coppia deve imparare a sopravvivere nel bosco. Sono così costretti a superare l'istinto che li rende nemici naturali e si uniscono nella ricerca di cibo e riparo. Nonostante molti litigi, alla fine diventano amici e rimangono insieme anche dopo la rottura del guinzaglio che li univa.
Con l'arrivo dell'inverno Neewa va in letargo e Nikki si allontana da solo. 
Per sopravvivere impara a rubare le esche dalle trappole dei cacciatori fino a quando non viene catturato da un malvagio trapper. Questi decide di addestrare Nikki come cane da combattimento anche se i combattimenti tra cani sono illegali.
Quando André, il nuovo capo-villaggio, sfida il trapper per aver infranto la legge, viene spinto nella fossa con il brutale cane killer. Ma Nikki riconosce il suo vecchio padrone e si unisce ad André nella lotta contro Lebeau, che viene accidentalmente ucciso con il proprio coltello.
 
Più tardi, durante un viaggio nel bosco, Nikki ritrova il suo vecchio amico, Neewa; ma il cane si rende conto che l'orso adulto è più felice in giro per i boschi selvaggi e quindi sceglie di restare al fianco di André.

## Produzione
Prodotto dalla Walt Disney Productions, il film venne girato in Canada: nell'Alberta, al Banff National Park e a Canmore.

## Distribuzione
Il film fu distribuito al cinema negli Stati Uniti dalla Buena Vista Distribution Company.
In Italia uscì prima nelle sale col titolo La trappola di ghiaccio, poi, negli anni Ottanta, in VHS come Nikki, il selvaggio cane del nord, che costituisce la traduzione letterale del titolo originale.